# Imagination active
Vous lisez un « bon article » labellisé en 2010.

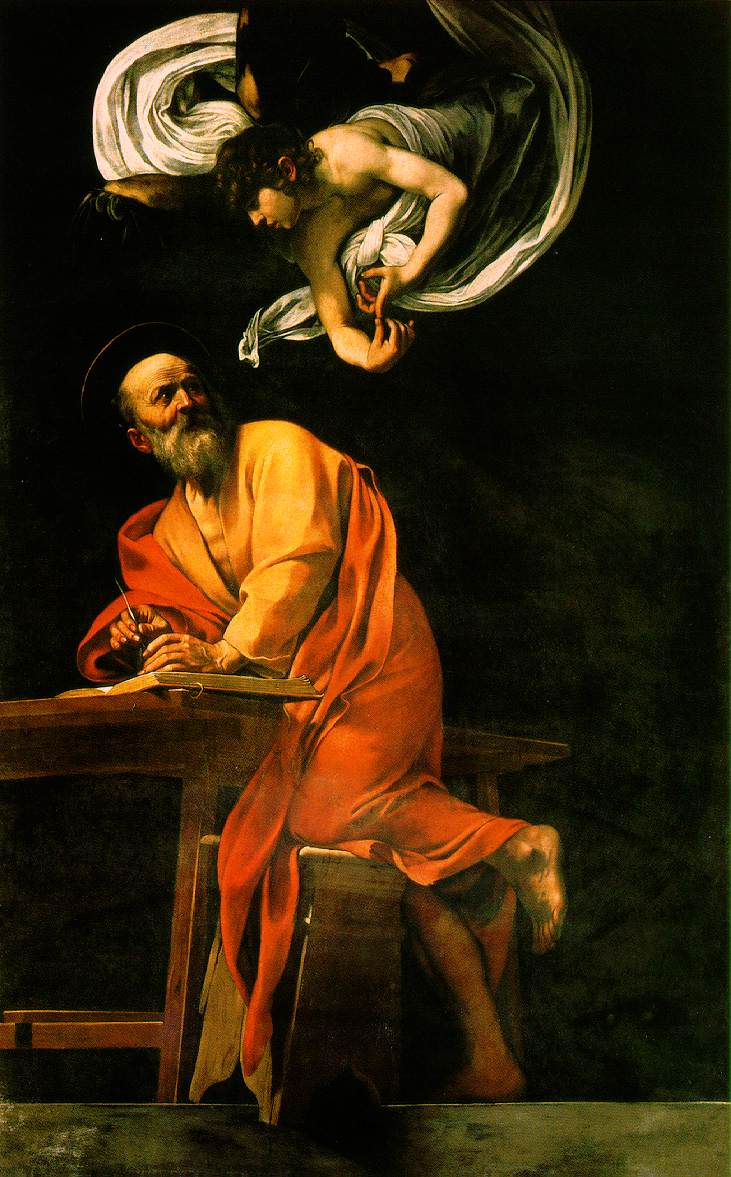
Le Caravage, L'inspiration de saint Matthieu.

L'imagination active est une méthode de la psychologie analytique, théorie créée par le psychiatre suisse Carl Gustav Jung. La méthode consiste à donner une forme sensible aux images de l'inconscient et d'élargir ainsi la conscience. Il s'agit ainsi de fixer son attention sur les humeurs, et, plus généralement, sur les fantasmes inconscients portés à la conscience, puis de les laisser se développer librement, sans que la conscience ne les détermine, mais en interagissant cependant avec eux. Elle conduit donc à « relier les plans conscients et les plans inconscients » ou à donner vie aux images spontanées.
Selon Elie Humbert, continuateur de Jung, l'imagination active est une « méthode de confrontation avec l’inconscient, élaborée par Jung en 1913. Elle consiste à amener un affect à prendre figure afin que le conscient puisse entrer directement en rapport avec lui. Elle emploie tous les moyens spontanés d’expression : imaginer, peindre, écrire, modeler, jouer, danser, parler, etc. Elle ne se contente pas de provoquer l’émergence et ne cherche pas à interpréter. Elle vise à permettre une « explication active » avec les facteurs inconscients et, pour cela, met l’accent sur la nécessité pour le sujet de traiter alors les partenaires imaginaires selon toutes les conditions de la réalité et de se comporter comme dans une situation réelle ».
L'imagination active est l'un des piliers de la pratique de la psychothérapie jungienne, fondée sur la confrontation du sujet avec ses contenus inconscients, dans un dialogue ouvert. Elle repose sur une fonction essentielle de la psyché : la fonction transcendante. Pour résumer : « Les images venues de l'inconscient placent un homme devant une grande responsabilité. Ne pas les comprendre ou fuir la responsabilité éthique le prive de sa totalité et impose un caractère péniblement fragmentaire à sa vie ». L'imagination active devient ainsi « l'expérience solitaire d'un individu libre mis en relation avec lui-même ».

## Genèse du concept chez Jung

### L'imagination active avant Jung

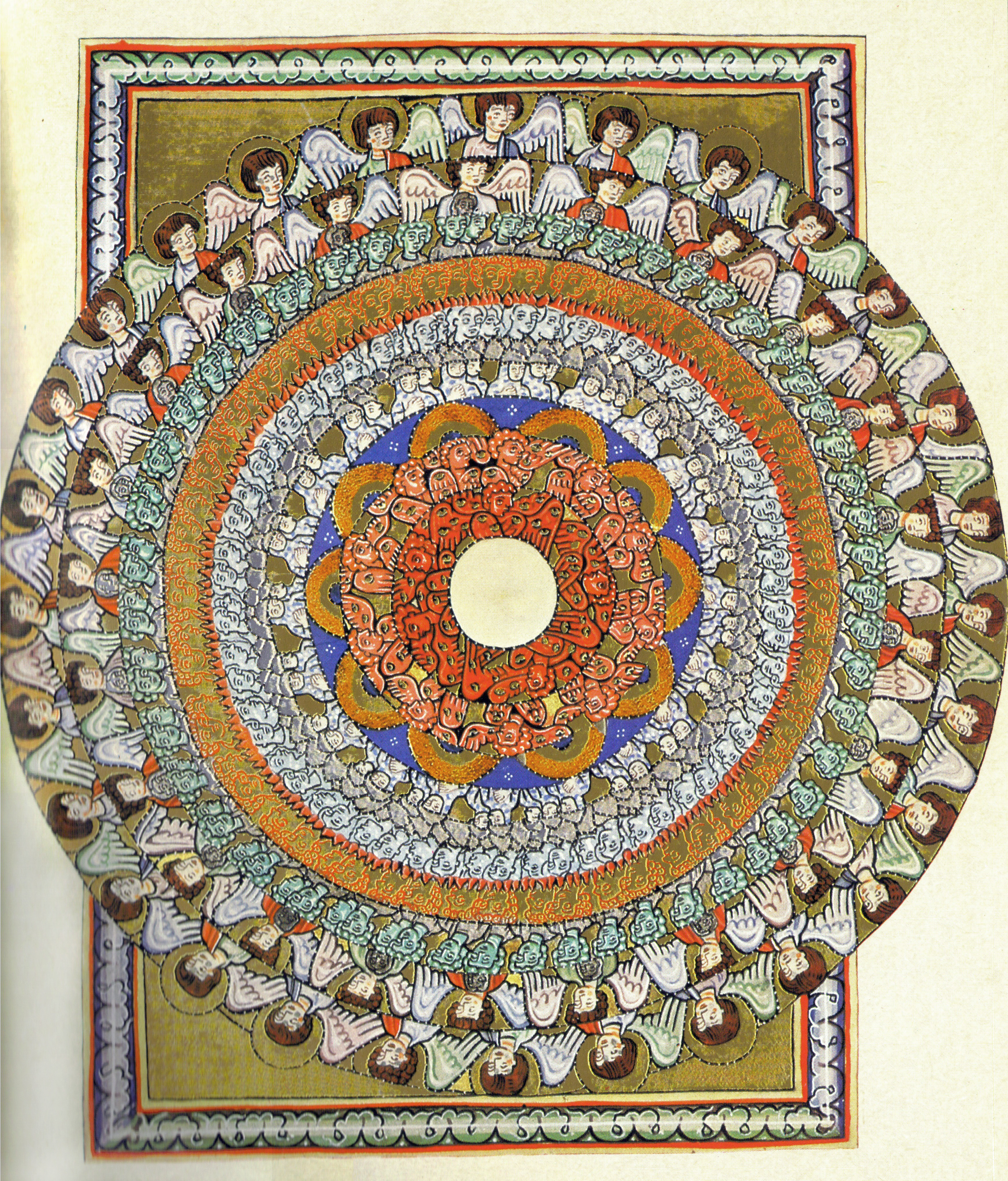
Les visions, reproduites sous forme d'enluminures par la sainte mystique Hildegarde de Bingen sont, selon Jung, faites par la voie de l'imagination active.

Dès 1929, alors qu'il étudie les livres chinois Le Mystère de la Fleur d'or et le Yi King, Jung constate que la doctrine du non-agir taoïste est similaire à la méthode moderne de l'imagination active en dépit d'une explication philosophique. L'action non agissante ou le laisser advenir (« Wou wei »), qu'il nomme en allemand « Geschehenlassen », est le principe de ce processus d'objectivation des contenus inconscients. Les exercices spirituels de saint Ignace de Loyola, les visions d'Hildegarde von Bingen ou de Jean de la Croix, sont également des imaginations actives pratiquées. Jung voit également dans le concept de « gelassenheit » du mystique allemand Maître Eckart, mot qui signifie étymologiquement « laisser être », une approche de l'imagination active avant sa conceptualisation par la psychologie analytique. Dans Alchimie et imagination active Marie-Louise von Franz étudie l'usage de l'imagination active au sein des textes alchimiques, en particulier chez Gerhard Dorn. Jung a en effet vu l'activité alchimique et pratique comme une tentative d'intégrer, pour l'adepte, des contenus inconscients. Cette dernière cite également les techniques de méditation orientales, du bouddhisme zen ou du Yoga tantrique, dans lesquelles la visualisation des émotions tient une place importante dans le développement de soi.

### Du concept de «fonction transcendante» à celui d'«imagination active»
Jung créa en premier lieu ce concept de fonction transcendante à partir de son expérience propre, par analogie « à une fonction mathématique du même nom et qui est une fonction des nombres imaginaires et réels », la fonction irrationnelle, explique-t-il, et ce afin de rendre compte de la mise en relation paradoxale du conscient et de l'inconscient, engagés dans une dialectique d'opposition. Il s'agit d'une fonction psychique complexe que Jung qualifie de « transcendante » car elle a pour but de franchir la distance psychique séparant les deux pôles de la psyché. Selon Liliane Frey-Rohn « la fonction transcendante du symbole réfère à la propriété qu'a le symbole de nous transformer par la réconciliation des opposés qu'il propose ». Cette confrontation du conscient et de l'inconscient fut la condition sine qua non du processus d'individuation par la suite, tel que le développa Jung dans les années 1940 et 1950.
Le concept de fonction transcendante, élaboré dès 1916 dans l'article éponyme intitulé « La Fonction transcendante », mais édité seulement en 1958, est une première intuition de la pratique de la confrontation du Moi avec l'inconscient et les archétypes. Jung y décrit la psyché comme un système autorégulateur, fondé sur le mécanisme de la compensation psychique. Une attitude du Moi sera compensée par l'inconscient, par la création d'un symbole, réalisant une conjonction d'opposés paradoxale. Jung affirme qu'il s'agit avant tout d'un processus naturel, émanant de la psyché objective, mais qui peut être aidé et développé au moyen d'une méthode, que Jung expérimenta lui-même lors de sa phase de confrontation à l'inconscient, à la suite de sa rupture avec Freud et qu'Henri F. Ellenberger nomme la « maladie créatrice » de Jung. Jung compila ses visions et contenus inconscients ainsi amenés à la conscience dans Le Livre rouge. L'imagination active lui permit de prendre conscience de la réalité de ses fantasmes, mais lui prodigua également les matériaux qui orientèrent par la suite ses études sur les « manifestations de l'inconscient ». La fonction transcendante permet donc aux contenus inconscients d’apparaître à la conscience. Le rôle de la fonction transcendante est ainsi de dépasser les blocages dont l’individu ne parvient pas à sortir.

### Imagination active et «dialogue intérieur»
Si elle constitue l'un des piliers du processus d'individuation, l'imagination active n'est pas l'unique méthode mise en pratique par Jung, dans sa théorie psychologique et thérapeutique. Barbara Hannah cite ainsi une autre méthode : « Il y a, pour négocier avec l’inconscient par le moyen de l’imagination active, une autre méthode que j’ai toujours trouvée d’un grand secours : la conversation avec les contenus de l’inconscient qui apparaissent personnifiés », également utilisée par Jung au cours de certains épisodes biographiques délicats sur le plan psychique. Il s'agit d'extérioriser des contenus inconscients en les personnifiant.
L'analyste jungien Anthony Steven explique que ce dialogue intérieur permet de représenter les archétypes sous les traits de figures autonomes qu'il nomme daimon (« démon » en grec). Charles Baudouin en fait une « variante » de l'imagination active. Jung nomme cette seconde méthode le dialogue intérieur, méthode très similaire à celle de l'imagination active mais qui représente ce « théâtre intérieur » de l'être. Le dialogue intérieur est devenu un outil de développement personnel grâce à Hal Stone et Sidra Stone, un couple d’analystes américains d’inspiration jungienne. Ils en ont fait une thérapie brève à part entière dont « l’objectif est de mieux se connaître en donnant la parole aux sous-personnalités (ou « voix ») contraires et contradictoires qui nous habitent et que nous brimons ».

## Imagination active et psychothérapie analytique

### Une méthode de découverte et de développement des contenus inconscients
L'imagination active laisse advenir au conscient les premières manifestations spontanées venant de l'inconscient, constituées principalement des humeurs, des images et des sensations physiques. « L'imagination active permet de donner une forme sensible aux contenus inconscients et de s'y confronter dans le cas où est ressentie une perturbation émotionnelle ». Il s'agit de fixer son attention sur cette émotion et sur les images, ainsi que sur ce « flot incessant de fantasmes » issu de l'inconscient, qui y sont associées, puis de les laisser se développer librement, dans un état de rêverie semi-contrôlé par conséquent. Durant ce processus, le Moi doit adopter une méthode active, qui, sans influer sur le déroulement des images, reste partie prenante et garde une position éthique. Il devient détenteur de ces processus inconscients en se laissant pénétrer et saisir par eux. Il faut donc la distinguer de la rêverie passive. Active ne signifie pas pour autant que le conscient doive intervenir et diriger. Dans la conception de Jung en effet seules les images sont actives ; elles guident réellement, par leur libre développement, le train de fantasmes. Il s'agit donc davantage d'une méthode de médiation par l'image qui permet de représenter l'inconscient comme un partenaire réel. Pour Anthony Steven l'imagination active prouve que l'émotion et l'imagination sont deux grandeurs psychiques nécessaires au développement de l'individu : « la fantaisie n’est pas le moyen régressif d’éviter la réalité mais le « modus operandi » de la croissance psychique : c’est par elle que la vie conduit vers l’avenir », explique-t-il.

### Dangers possibles et conduite de l'imagination active au sein de la thérapie
L'imagination active est une méthode utilisée en cure jungienne, qui consiste en un laisser-aller des contenus fantasmatiques, en association avec l'amplification des rêves et avec la relation analytique. Contrairement à une rêverie passive, elle permet l'intégration des contenus ainsi mis à jour, et évite le danger pour le sujet en l'empêchant de trop s'identifier aux contenus projetés. Dans son ouvrage Dialectique du moi et de l'inconscient (1928), Carl Gustav Jung la définit de la manière suivante : « Du fait de sa participation active, le sujet se mêle aux processus inconscients et il en devient détenteur en se laissant pénétrer et saisir par eux. Ainsi, il relie en lui les plans conscients et les plans inconscients ». La méthode jungienne de l'imagination active se pratique durant la psychothérapie analytique et conduit le patient à réaliser, de ses mains, des œuvres d'art permettant d'exprimer ses contenus inconscients. Le danger est alors double si le conscient est trop faible. Jung explique en effet que, selon l'attitude du conscient, les contenus inconscients peuvent influencer durablement le Moi. L'inflation du Moi (identification à l'inconscient qu'il nomme la personnalité « mana » est un premier danger, alors que la submersion par des épisodes psychotiques latents est également possible.
Lors de l'analyse, le thérapeute a donc une fonction de médiateur du patient avec l'inconscient. Jung a souvent mis en parallèle le rôle actuel de l'analyste avec celui, ancien, du shaman : ils permettent de communiquer avec l'autre réalité, la sphère psychique. Cette méthode a ainsi donné lieu à des pratiques diverses au sein du développement personnel, et notamment dans l'hypnose éricksonienne. Il est donc du ressort de l'analyste de savoir guider, sans interférer, l'imagination active. Une des principales objections internes à la psychologie analytique est sur ce point celle de Gerhardt Adler qui note la facilité qu'il y a à truquer le train d'images. La méthode peut en effet être dénaturée si le sujet fabrique les images plutôt que les décrire spontanément. Jung explique donc que cette méthode doit être suivie avec le plus profond sérieux.

### Art et imagination active

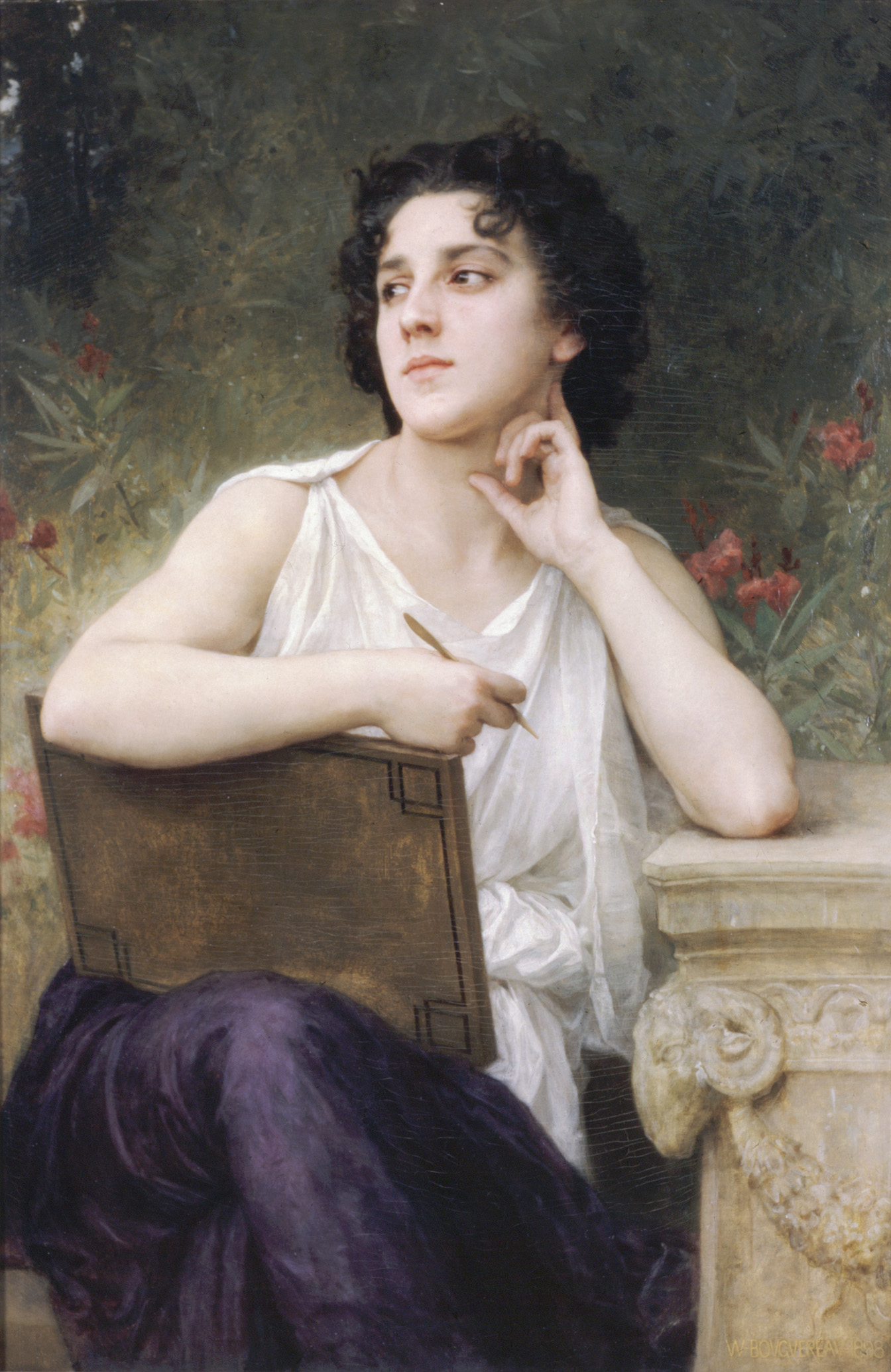
L'imagination active permet de laisser son esprit réceptif aux images venant de l'inconscient. Il s'agit de laisser advenir une vision survenue au cours d'un épisode de concentration intensive sur les ombres qui se profilent à l'arrière-plan de la conscience.

L'imagination active ne peut se passer d'un support pour fixer les images durablement. En ce sens, elle est l'une des méthodes de l'art-thérapie. Elle peut ainsi employer tous les moyens d'expression : peinture, dessin, modelage, écriture, chant, etc. Il s'agit de continuer à rêver, à l'aide du crayon ou du pinceau. En début d'analyse, cette méthode peut présenter des dangers si le conscient est trop faible, car elle l'expose à des symboles inconscients ; le danger d'inflation (surdéveloppement du Moi investi de la libido) ou d'identification à ces contenus sont également des dangers que le thérapeute doit prendre en compte encore au stade de la fixation artistique. Mais, utilisée à bon escient, elle est un puissant moyen de réaliser des émotions ou des affects ; en fin d'analyse ou entre deux séances, elle permet également de garder une relation vivante et tissée, continue, avec l'inconscient, par une pratique apparentée à celle de l'auto-analyse. Le sujet les inscrit ainsi dans un « acte du moi », dans une réussite du conscient à communiquer avec les autres instances psychiques. Il s'agit en effet avant tout, et a contrario d'autres méthodes de développement, d'une pratique libre. Après l'analyse, l'imagination active permet de garder une relation vivante avec l'inconscient, par une pratique de l'auto-analyse.
La psychologie analytique s'est, dès ses débuts, intéressée à l'art. Jung a ainsi écrit plusieurs essais dans lesquels il s'attache à décrire les processus inconscients à l'œuvre dans la création artistique et littéraire. Dans « Psychologie et poésie », il explique qu'« étudier une œuvre d'art, c'est analyser le fruit, engendré intentionnellement, de facultés et d'activités psychiques complexes. Étudier les conditionnements psychiques de l'artiste créateur, c'est étudier l'appareil psychique lui-même ». Le produit de l'imagination artistique n'est néanmoins pas uniquement révélateur de la psychologie de l'artiste, mais témoigne, par sa connexion à l'inconscient collectif, de la psychologie d'une époque. L'imagination active est donc le moyen privilégié pour l'artiste de créer son univers, en accédant aux contenus collectifs. Jung voit ainsi dans l'Ulysse de James Joyce une œuvre réalisée sous l'empire de l'« abaissement du niveau mental ».

### Un «rêve éveillé spontané»
Psychiquement, l'imagination active provoque un « abaissement du niveau mental », concept développé par Pierre Janet et que Jung utilise pour expliquer comment les contenus inconscients franchissent la barrière du conscient. Cet abaissement peut rééquilibrer la relation entre le Moi et l'inconscient en redonnant à chacun sa valeur relative. Elle permet ainsi à certaines images de suivre leurs dynamismes propres.
Charles Baudouin remarque que l'imagination active se rapproche du rêve éveillé que certaines personnes, davantage rêveuses que d'autres, connaissent plus naturellement. Les artistes et penseurs divers, ainsi que certains mystiques ou extatiques, y sont donc particulièrement sensibles. Marie Louise von Franz s'est attachée, dans Les Visions de Nicolas de Flüe, à analyser les rêves éveillés vécus par ce saint suisse, rêves diurnes sur lesquels il avait prise dans une certaine mesure et qui tous le conduisaient vers l'archétype du Soi.
Étienne Perrot, continuateur en France de Jung, dans Les Rêves et la vie, voit également dans l'imagination active un processus qualitativement proche du rêve : « L'imagination active est, en somme, un rêve éveillé spontané. C'est une image qui s'impose à vous à l'état de veille, ou un sentiment. Personnellement, comme je suis un émotif, mes imaginations actives s'imposent plutôt sous forme de sentiments ».

### Imagination active et Individuation
La technique de l'imagination active permet de « relier les plans conscients et les plans inconscients » ou à donner vie aux images spontanées, dans un but d'épanouissement de la personnalité. Étudiée plus spécifiquement par une analyste continuatrice de Jung, Barbara Hannah, dans Rencontres avec l'Âme : L'imagination active selon C. G. Jung, ce concept thérapeutique se fonde sur la réalité de la communication entre le conscient et l'inconscient, fondement du processus d'individuation, qui réclame une position éthique affirmée de la part de l'analysé : « Les images venues de l’inconscient placent un homme devant une grande responsabilité. Ne pas les comprendre ou fuir la responsabilité éthique le prive de sa totalité et impose un caractère péniblement fragmentaire à sa vie », explique Jung. La psychologie analytique donne à l'analyse de rêves une importance fondamentale quant à la recherche du processus d'individuation ; pourtant « l'imagination active est l'outil par excellence, le plus puissant de la psychologie jungienne, pour atteindre la totalité - beaucoup plus efficace que la seule interprétation des rêves » explique Marie-Louise von Franz dans la préface de cet ouvrage. L'imagination active, vécue par Jung lui-même lors de sa période de confrontation à l'inconscient, et qu'il a figé sur papier dans son célèbre Livre rouge, recueil de ses fantasmes consciemment contemplés, consiste en somme à se laisser pénétrer par les images intérieures. L’ego accède ainsi aux forces vives et souvent brutales de l’inconscient, ce qui n'est pas sans danger.
L'imagination active se décompose théoriquement en cinq phases, qui dépendent de l'avancement général de l'analyse : l'établissement du calme en soi et une lutte contre la dérive subliminale, la concentration sur l'émotion qui naît alors. Jung explique que le yoga est, à ce niveau, très utile. Ces émotions et affects deviennent alors le point de départ de la rêverie consciente. Il faut ensuite laisser les images et contenus inconscients se succéder, tout en ayant une maîtrise consciente de leur déroulement ; enfin, il s'agit de découvrir des associations d'idées, de mots, de sons, de couleurs, et même d'interprétations. Par ailleurs, « l’imagination active se pratique seul, sans règles ni artifices qui interviennent dans le rapport du sujet et de son inconscient, sans l’adjuvant d’hallucinogènes ou de techniques de concentration. Elle est particulièrement indiquée après une analyse, pour garder la relation avec l’inconscient, et, à titre d’hygiène psychique, pour les psychothérapeutes ».

## Domaines d'application et thérapies utilisant l'imagination active

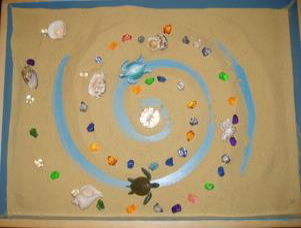
Un exemple de jeu de sable.

La méthode de Jung a dépassé l'utilisation stricte en psychothérapie. La méthode du rêve éveillé de Robert Desoille, remarque Charles Baudouin, se fonde sur les mêmes prémisses, même si cette dernière met encore trop en avant l'interventionnisme de l'analyste selon les jungiens. La sophrologie l'utilise par exemple afin d'amenuiser la tension inconsciente. Les surréalistes l'utilisent pour mettre au jour la créativité de l'inconscient, mais dans une perspective non thérapeutique. Dans Le langage du changement, Paul Watzlawick, formé à l'Institut C. G. Jung de Zürich, explique que « nous disposons d'un langage particulièrement condensé et chargé de signification : le langage des rêves, des contes de fées, des mythes, de l'hypnose, des hallucinations et autres manifestations analogues; c'est le langage de l'hémisphère droit qui se présente par conséquent comme la clé naturelle qui nous ouvre ces domaines de l'esprit où seuls peuvent se produire les changements thérapeutiques ». Parmi ces manifestations analogues, Watzlawick considère que la visualisation libre des images et fantasmes est une voie thérapeutique.
Le jeu de sable est une méthode plus directement issue de la psychologie analytique et mise au point par la thérapeute suisse Dora M. Kalff puis par Margaret Lowenfeld, consistant à mettre en forme les désirs et complexes psychiques du joueur par la manipulation de sable et de figurines. Le jeu de sable vient donc souvent compléter l'utilisation traditionnelle de l'imagination active, notamment lorsque l'analysé ne parvient pas à verbaliser ses émotions.